# Moderwitz
Moderwitz ist ein Ortsteil der Stadt Neustadt an der Orla bei Jena im Saale-Orla-Kreis in Thüringen.

## Geografie

### Geografische Lage
Moderwitz befindet sich am südlichen Hang der Orlasenke mit guter Sicht über das Orlatal-Gebiet. Durch den Ort fließt ein Bach (von Süd nach Nord), z. T. in Tunneln. Ein Nebenbach aus Richtung Weltwitz trifft im Ortszentrum hinzu. Der vereinte Hauptbach fließt weiter in den Siechenbach und später in den Fluss Orla, weiter in die Saale, die Elbe und in die Nordsee.

### Nachbarorte
Nachbarorte sind im Osten Weltwitz, im Süden Linda b. Neustadt an der Orla, im Westen Burgwitz und im Norden die Stadt Neustadt an der Orla.

## Geschichte
Der Ortsname ist slawischen Ursprungs.
Die Suffixe (Wortendungen) bei Ortsnamen wie Moderwitz, Bad Klosterlausnitz, Bremsnitz
( -itz, -itsch, -witz, -(sch)ütz: aus dem Slawischen -ic- bzw. -ov-ic- )
treten vorrangig in ehemals slawisch besiedelten Gebieten (ca. seit dem 6. Jahrhundert) auf. Viele, meist germanische Stämme, verwendeten ihre, für sich, typischen Endungen. Daher besitzen heute viele Orte das gleiche Suffix.
Im Mittelalter wurde um Moderwitz Kupfer abgebaut.
Moderwitz wurde am 1. Juli 1950 nach Neustadt an der Orla eingemeindet.
Im Oktober 2008 wurden zwei Gebäude abgerissen, um mehr Platz für einen zentralen Dorfplatz zu gewinnen. Der ehemalige Konsum und ein einsturzgefährdetes Bauernhaus mit Nebengebäuden wurden rückgebaut. Im Februar 2009 wurde das ehemalige Herrenhaus des Rittergutes, nach dem Zweiten Weltkrieg als Schul- und Wohnhaus genutzt, rückgebaut. Die Fläche des angrenzenden Friedhofs wurde hiermit verdoppelt. Im Dezember 2009 wurde der neue Dorfplatz erstmals als Auftaktort für die jährliche Treibjagd-Veranstaltung genutzt. Das vormals von der Stadt geplante öffentliche Backhaus wurde auf Wunsch der Moderwitzer nicht umgesetzt.

## Kultur und Sehenswürdigkeiten

### Bauwerke
- Die Evangelische Kirche aus dem 18. Jahrhundert, die 2004/2005 ein neues Dach und einen neuen Anstrich erhielt. Die Kirche ist in den ältesten Teilen romanisch und war der hl. Anna, der Schutzpatronin der Bergleute, geweiht.
- Das Kriegerdenkmal für die Opfer des Ersten Weltkrieges befindet sich auf dem Fuchsberg im Zentrum der Gemeinde. Betreut wird es durch den Kultur- und Heimatverein Moderwitz e. V.
- Das ehemalige Klostergebäude, nachweisbar in den 1930er Jahren als Brauerei und Ausflugsgaststätte, während der Zeit der DDR als Straßenmeisterei und heute als Betriebssitz einer Spedition genutzt, verfügt über einen verschütteten Tunnel zum Schloss Arnshaugk, heute ein Stadtteil im Süden von Neustadt an der Orla. Dieser diente als Geheimgang zur Flucht nach Moderwitz bei Belagerung des Schlosses.
- Geburtshaus des Geologen und Ornithologen Prof. Dr. Karl Theodor Liebe in der Dorfmitte. Das frühere evangelische Pfarrhaus ist seit 2004 in Privatbesitz. Eine Inschrift erinnert an Karl Theodor Liebe.
- Eine architektonische Besonderheit stellen mehrere Häuser mit Laubengang dar, von denen aber einige schon in einem nicht mehr restauratorisch erhaltbaren Zustand sind.

### Religionen
Die evangelische Gemeinde nutzt die Kirche des Ortes.

### Regelmäßige Veranstaltungen
Eine besondere Veranstaltung stellt das jährliche Teichbergfichtenfest dar, bei dem am örtlichen Teichberg das Wachstum der Dorffichte gemessen wird.
Des Weiteren gibt es noch Feste der Freiwilligen Feuerwehr und der jeweiligen Vereine.

## Wirtschaft und Infrastruktur
Für Moderwitz sind 21 Gewerbe gemeldet. (Stand: 18. September 2005)

### Verkehrsanbindung
Durch den Ort führt die Landesstraße 1077, die im Norden direkt nach dem Ortsausgang zur Bundesstraße 281 führt, diese wurde von ihrem ursprünglichen innerstädtischen Verlauf durch Neustadt im Jahre 2001 geändert und verläuft nun als Umgehungsstraße zwischen dem südlichen Randgebiet von Neustadt an der Orla und dem Vorort Moderwitz.
In südlicher Richtung führt die L 1077 zur Stadt Schleiz, gleichfalls auf dieser Strecke gelangt man nach etwa 10 km zur Bundesautobahn 9 (Berlin – München, Anschlussstelle Dittersdorf).
Mit den Linien 820 und 822 des Verkehrsunternehmens KomBus hat Moderwitz Anschluss an die Kernstadt Neustadt an der Orla sowie an die Städte Schleiz, Stadtroda und Jena.

## Persönlichkeiten
- Karl Theodor Liebe (* 11. Februar 1828 in Moderwitz; † 1894), Geologe und Ornithologe
- Hans Max Philipp von Beust (* 25. Mai 1820 in Moderwitz; † 2. April 1889 in Brand), Bergwerksdirektor und Gutsbesitzer